# Sarcophyton flexuosum
Sarcophyton flexuosum är en korallart som beskrevs av Tixier-Durivault 1966. Sarcophyton flexuosum ingår i släktet Sarcophyton och familjen läderkoraller. Inga underarter finns listade i Catalogue of Life.